# Giovanni Senzani
Giovanni Senzani (né à Forlì le 21 novembre 1942) est un ex-terroriste et criminologue italien, qui fut accusé d'être le chef des Brigate rosse-Partito guerriglia del proletariato metropolitano (BR-PRPM), qui a notamment enlevé le démocrate-chrétien Ciro Cirillo (it) en 1981, avant de le libérer trois mois plus tard. Succédant à la tête des Brigades rouges après l'arrestation, le 4 avril 1981, de Mario Moretti, il fut lui-même arrêté le 9 janvier 1982 et purgea dix-sept ans de prison avant d'obtenir un régime de semi-liberté, puis fut libéré en 2004.
L'ancien chef adjoint de la police de Gênes, Arrigo Molinari, a prétendu que Senzani, un criminologue qui a longtemps travaillé pour le ministère de la Justice, était un agent du SISMI dirigé par Giuseppe Santovito, directeur de l'agence. Senzani était chef de la direction napolitaine des Brigades rouges avant la scission.
D'autres, dont le Camorriste Raffaele Cutolo, ont déclaré que les BR avaient été manipulées pour enlever Ciro Cirillo par la Démocratie chrétienne (DC) le SISMI et la CIA. Tous se sont étonnés que Cirillo, notable local de la DC, ait bénéficié de négociations ayant permis sa libération, alors que quatre ans auparavant, Aldo Moro, le Premier ministre démocrate-chrétien, avait été assassiné par les BR après le refus intransigeant de l'État de négocier. Le rôle exact de Senzani et les circonstances de l'enlèvement de Cirillo et de sa libération demeurent, à ce jour, l'objet de spéculations.

## Débuts
Senzani fait ses études de droit à Bologne, obtenant une bourse du Conseil national de la recherche ce qui lui permet de faire des recherches à la prison pour mineurs d'Ancône. Il dirige de 1971 à 1978 l'Enaip (it), un institut de formation, à Torre del Greco, étudiant également pendant cette période à Berkeley (1974-75). Torre del Greco, situé près de Naples, est alors au cœur du territoire de la Camorra dirigé par Raffaele Cutolo. Fin 1978, il est nommé professeur à l'Université de Florence et de Sienne. En tant que criminologue, il voyage beaucoup et semblait avoir un accès illimité aux prisons italiennes.
Giovanni Senzani est impliqué pour la première fois dans une enquête concernant les Brigades rouges (BR) en septembre 1978, pour avoir passé un coup de téléphone à un professeur d'université et chirurgien, qui avait été inculpé pour association avec un groupe terroriste. Celui-ci se trouvait à l'hôpital San Martino de Genova, ayant été blessé lors de son arrestation à Turin. Ce coup de téléphone avait été passé peu après l'assassinat d'Aldo Moro (9 mai 1978).
Ceci aurait montré que Senzani était alors déjà en contact avec la colonne de Gênes des BR. En mai 1979, le magazine d'extrême gauche Metropoli le dépeint, sous l'alias de Blasco, dans une bande dessinée en tant que celui qui aurait donné l'ordre d'exécution d'Aldo Moro à la colonne de Rome des BR.
Soupçonné d'appartenir au « Comité révolutionnaire de Toscane » des BR, il fut arrêté en mars 1979, mais libéré trois jours plus tard par les magistrats de Florence, faute de preuve. Il entre alors immédiatement dans la clandestinité et monte rapidement au sein de la hiérarchie des BR, devenant l'un des chefs des BR aux côtés de Mario Moretti, membre fondateur des Deuxièmes Brigades Rouges (le nouveau dirigeant après l'arrestation des fondateurs du groupe en 1974).
Selon le journaliste d'investigation Philip Willan (2002), Senzani rivalisait avec Moretti pour la direction des BR, et s'opposait à son idée selon laquelle ceux-ci devaient constituer une avant-garde révolutionnaire et armée, considérant au contraire que les BR devaient s'élargir au prolétariat dans son ensemble, ce qui incluait les criminels de droit commun.
Senzani organisa ainsi l'enlèvement du magistrat Giovanni D'Urso (it), directeur du 3e bureau de la Direction générale des instituts pour la prévention et la répression (Direzione generale degli istituti di prevenzione e pena). Le texte de l'interrogatoire de D'Urso fut transmis à L'Espresso par Senzani en personne, dont l'identité était connue des journalistes: selon Willan, ceci témoigne soit de la « stupidité incroyable » de Senzani, pourtant qualifié d'un des membres les plus intellectuels des BR, soit d'une « croyance étonnante en sa propre immunité ».
Ceci fut l'une des dernières opérations des BR avant leur scission en plusieurs groupes rivaux, en particulier entre les BR-PGPM de Giovanni Senza et les BR-PCC.

## Scission des BR
Après l'arrestation de Moretti, le 4 avril 1981, et d'Enrico Fenzi, le frère de Senzani (en avril 1981), le criminologue devint le dirigeant des BR. Il accentua alors la tendance qui allait mener vers la scission, ainsi que l'attention vis-à-vis des prisonniers politiques, en les incluant dans le processus décisionnel et en établissant des revendications concernant leurs conditions de détention. En décembre 1981, il dirige la scission de l'aile militariste des BR, qui devient le Partito della Guerilla (BR-PdG, Parti de la guérilla).

### L'enlèvement de Cirillo et le triangle Camorra-SISMI-P2
Giovanni Senzani accentue alors les opérations illégales et militaires, prenant contact avec la Camorra, connexions utilisées lors de l'enlèvement du démocrate-chrétien Ciro Cirillo (it), président de la région Campanie, le 27 avril 1981 à Torre del Greco. L'enlèvement même du gouverneur de la Campanie (qui a pour capitale Naples), dans la région napolitaine, n'aurait pu avoir lieu, selon plusieurs protagonistes des négociations, sans l'accord de la Camorra, qui régnait en maître sur la région.
Cirillo fut libéré trois mois plus tard, après négociations auprès de la démocratie-chrétienne et de mafieux de la Camorra, proches de Francesco Pazienza, conseilleur auprès du directeur du SISMI,. Senzani reçut ainsi personnellement une rançon d'un milliard et demi de lires,(soit environ 850 000 livres anglaises). Plus de 2 milliards de lires (plus d'un million de livres) ont aussi été versées à la Camorra pour sa libération.
Le Camorriste Raffaele Cutolo, incarcéré, fut souvent visité par l'équipe de Pazienza lors des négociations. Le général Pietro Musumeci et le colonel Giuseppe Belmonte ont aussi joué un rôle actif dans ces discussions. Selon un rapport du ministère de la Justice cité par Willan, les liens entre la Camorra, les services secrets et la loge P2 auraient d'ailleurs été mis en place à ce moment, se poursuivant par la suite. Willan considère toutefois que les liens étaient antérieurs à cette époque, et qu'ils auraient pu être forgés lors de l'enlèvement d'Aldo Moro. Selon le mafieux Cutolo, son bras droit, Vincenzo Casillo, travaillait en effet pour les services depuis 1978.
Les observateurs se sont longtemps étonnés que la DC avait refusé de négocier pour la libération d'Aldo Moro, Premier ministre démocrate-chrétien, alors qu'ils l'avaient fait, quatre ans plus tard, pour un représentant local de la DC, Ciro Cirillo.
Au sein de la DC, Flaminio Piccoli, alors secrétaire général du parti, a été identifié par le magistrat Carlo Alemi comme l'un des politiques ayant le plus poussé aux négociations pour la libération de Cirillo. Le ministre (DC) Antonio Gava aurait aussi participé à ces négociations, ce qu'il a nié tout comme Piccoli.

### Soupçons et accusations
L'enquête ultérieure révélera que les services secrets, dont Francesco Pazienza, avaient récupéré lors de l'opération presque autant d'argent que la rançon versée. Selon Fabrizio Calvi et Olivier Schmidt (1988),
« Aujourd'hui, certains enquêteurs se demandent si toute l'opération n'a pas été menée de bout en bout par le SISMI. »
Ces soupçons proviennent notamment des révélations d'Arrigo Molinari, ex-chef adjoint de la police de Gênes et membre de la loge P2, qui affirme que Senzani était un espion piloté par Giuseppe Santovito, le chef du SISMI,. Selon le policier, Senzani était depuis 1975 l'un des criminologues les plus éminents du ministère de la Justice, protégé de toute enquête administrative et policière par des soutiens haut placés. Selon Molinari, les rapports policiers concernant les débuts de son activité terroriste auraient ainsi été ignorés sur ordre supérieur.
Roberto Buzzati, ex-membre des BR, a affirmé la même chose, décrivant un rendez-vous entre Senzani et un agent du SISMI, près d'Ancône, le 8 juin 1981. Celui-ci aurait pu être le général Pietro Musumeci, du SISMI et membre de P2. Senzani lui aurait dit que l'agent en question appartenait au KGB, version à laquelle Buzzati ne crut pas, insistant entre autres sur le fait que si les BR acceptaient d'utiliser les mafieux, ils considéraient les pays du Bloc de l'Est comme « sociaux-impérialistes ».
Willan (2002) écrit qu'on peut en outre ajouter à ces accusations le fait que Senzani était proche de Luciano Belluci, honorable correspondant du SISMI, depuis leur service militaire en 1967, et qu'il lui avait prêté son appartement romain alors qu'il était à Naples et en Californie.
Enfin, le mafieux Cutollo lui-même déclara par la suite que dans l'enlèvement de Ciro Cirillo, les BR n'avaient été qu'un pion manipulé par des secteurs de la DC, le SISMI et la CIA.

### Hyperion
Willan (2002) ajoute que Senzani a hérité, après l'arrestation en 1981 de Mario Moretti, de ses contacts avec l'école Hyperion de Paris, dont le rôle exact dans les BR n'a jamais été élucidé, ainsi qu'avec Paul Bauder, un collaborateur du Ministère de l'Intérieur qui se faisait passer pour un activiste gauchiste.
L'école Hyperion (it), selon la journaliste Giovanni Fasanella (it), aurait été une sorte de structure de rencontre entre les services de l'Est et de l'Ouest visant à maintenir une sorte d'équilibre entre les deux blocs pendant la guerre froide. Elle citait notamment les figures de Corrado Simioni, Duccio Berrio et Vanni Mulinaris en tant que leaders de cette école, voire d'un « super-clan » au sein des BR.

### L'enlèvement de Peci
C'est aussi Senzani qui organisa l'enlèvement de Roberto Peci, le 10 juin 1981, puis, deux mois plus tard, son exécution. . C'était le frère de Patrizio Peci (it), le premier brigadiste pentito (à avoir collaboré avec la justice), arrêté en février 1980. L'interrogatoire et l'exécution (11 balles) fut filmé par les BR. Certains ont pu affirmer que Patrizio Peci aurait été la taupe infiltrée au sein des BR dont Licio Gelli, le grand-maître de P2, et Caprara parlaient. Si cette théorie se confirmait, elle semblerait contredire celle selon laquelle Senzani travaillait pour les mêmes services secrets que Peci, rien n'étant toutefois inconcevable.

## Arrestation et libération
Senzani est arrêté le 9 janvier 1982 à Rome dans des circonstances jamais élucidées. Il obtient un régime de semi-liberté le 29 janvier 1999 après dix-sept ans de prison. Il retourne alors à Florence, travaillant pour la maison d'édition Edizioni della Battaglia. Il obtient finalement la libération complète en octobre 2004.

## Source originelle partielle
- (it) Cet article est partiellement ou en totalité issu de l’article de Wikipédia en italien intitulé « Giovanni Senzani » (voir la liste des auteurs).